# Le più belle favole del mondo
Fiabe... così (まんが世界昔ばなし?, Manga sekai mukashi banashi, lett. "I racconti del mondo in manga") è un anime antologico giapponese prodotto a partire dal 1976 da World Television, TBS Britannica e Dax International in 127 puntate. La serie è andata in onda per la prima volta in Giappone dal 7 ottobre 1976 al 28 marzo 1979 su TBS.
In Italia gli episodi vennero trasmessi a partire dal 1980 in tre serie distinte: Fiabe... così, Fiabe dal mondo (anche nota come Racconti dal mondo e Le fiabe più belle del mondo) e Le più belle favole del mondo.

## Descrizione
Gli episodi sono la trasposizione animata di fiabe famose, capolavori della letteratura mondiale e di personaggi storici famosi.
Ogni storia (che può estendersi anche su più episodi, e subire piccole modifiche) è stata disegnata ed animata da staff differenti; ognuna di esse quindi si differenzia dalle altre sia come impostazione grafica, sia come regia.
La serie è stata animata da Dax International, in collaborazione per i primi 52 episodi con Madhouse. Tra i numerosi artisti che hanno lavorato alla serie vi sono: Osamu Dezaki (La bella e la bestia), Akio Sugino (La piccola fiammiferaia), Yoshifumi Kondō (Il cavaliere della fiamma), Yoshiaki Kawajiri (La principessa dello spino) e Shuichi Seki (Il ragazzo che gridò al lupo).

## Sigle
Sigla originale di apertura
- Uba uba ukyakya (ウバ・ウバ・ウキャキャ?) (ep. 1-79) di Mariko Miyagi
- Watashi o yobu no ha dare (私を呼ぶのは誰?) (ep. 80-123) di Mariko Miyagi
- Mama! himi tsu da yo (ママ!ひみつだよ?) (ep. 124-127) di Mariko Miyagi

Sigla originale di chiusura
- Yume o mi ta no (夢をみたの?) di Mariko Miyagi
- Me mo wa ru (めもわーる?) di Mariko Miyagi
- Tenshi ga tooru (天使がとおる?) di Mariko Miyagi

Nell'edizione attuale della serie non viene utilizzata nessuna delle sigle originali di chiusura, ma un breve brano strumentale.
Sigle italiane
- Edizione Fiabe... così: è stato utilizzato un estratto da I pini di Roma di Ottorino Respighi[1].
- Edizione Fiabe dal mondo: non è stata utilizzata alcuna sigla.
- Edizione Le più belle favole del mondo: è stata inizialmente utilizzata la seconda sigla originale giapponese alternata alla sua versione strumentale. In repliche successive è stata introdotta una nuova sigla strumentale di autore ignoto.

## Distribuzione

### Edizione giapponese
La serie è stata trasmessa in Giappone dall'emittente TBS dal 7 ottobre 1976 al 28 marzo 1979 in 127 episodi. Ciascun episodio è costituito da due segmenti di una decina di minuti relativi a due racconti diversi. Fanno eccezione 13 episodi (dal 53 al 65) che narrano un'unica storia autoconclusiva in circa 22 minuti. Inoltre, nella seconda parte della serie alcuni racconti sono estesi per più segmenti, che sono stati mandati in onda alternati abbinandoli a storie più brevi, alcune delle quali potevano essere repliche di episodi precedenti. A causa della particolare composizione della serie, il sistema di numerazione degli episodi può variare a seconda del criterio utilizzato: le puntate trasmesse originariamente sono 127, i racconti totali sono 181, mentre i singoli segmenti di cui sono costituiti (repliche escluse) sono in tutto 232.

### Edizione italiana
In Italia gli episodi vennero trasmessi singolarmente e in tre serie distinte, dal 1980 al 1983, senza rispettarne l'ordine cronologico originale. I racconti che erano divisi in più segmenti sono stati mandati in onda consecutivamente. Talvolta, anche gli episodi autoconclusivi di mezz'ora sono stati trasmessi divisi in due parti.
Il primo blocco di 52 episodi: Fiabe... così, venne distribuito in Italia dalla New Blitz e trasmesso dal 2 settembre 1980 al 29 ottobre 1981 su Rete 1. Questa edizione si basava sulle prime due stagioni della versione americana della serie distribuita dalla American Way, intitolata Tales of Magic. Spesso in questa edizione la voce narrante annuncia un titolo di episodio leggermente diverso da quello che appare nel cartello. Talvolta, neppure il paese d'origine del racconto indicato nel cartello corrisponde con quello declamato dalla narratrice.
Il secondo blocco andò in onda dal febbraio 1982 su alcune televisioni locali appartenenti al gruppo Rusconi, riportato dai palinsesti televisivi con il titolo Fiabe dal mondo e in seguito anche come Racconti dal mondo. In questa edizione appare direttamente il cartello con il titolo dell'episodio e il paese di provenienza della storia, senza menzionare il titolo della serie. Questo blocco è formato da 74 episodi (che corrispondono a 75 dei segmenti originali), dei quali fa parte anche una nuova edizione di un episodio già trasmesso nel primo blocco. I primi 13 episodi trasmessi consistevano nella terza stagione dell'adattamento americano, mentre in seguito ne furono acquistati altri 60 dal Giappone (di cui uno fu diviso in due parti), introducendo alla fine degli episodi dei titoli di coda elettronici con il nuovo titolo: Le fiabe più belle del mondo.
Il terzo blocco, dal titolo Le più belle favole del mondo, venne distribuito dalla Video Star e trasmesso dalle televisioni locali del circuito Elefante TV dal 4 settembre 1983. Quest'ultimo blocco è formato da 110 episodi (ovvero 108 dei segmenti originali), due dei quali sono una riedizione di due episodi precedentemente trasmessi nel secondo blocco. Anche questa tranche di episodi veniva talvolta erroneamente riportata dai palinsesti con titoli diversi, quali Le più belle fiabe del mondo o Le fiabe più belle del mondo (già utilizzato per la tranche precedente).

### Doppiaggio
A differenza del doppiaggio italiano, nella versione originale giapponese tutti i personaggi sono doppiati dalla voce narrante della serie: Mariko Miyagi, alla quale si aggiunge circa a metà serie Akira Nagoya, che prende il suo posto sulla maggior parte dei personaggi maschili, mentre la Miyagi continua a doppiare prevalentemente i personaggi femminili o i bambini.
In Italia la serie ha avuto nel corso degli anni sei doppiaggi: tre televisivi che coprono l'intera serie e tre parziali per le edizioni home video.
Il doppiaggio del 1980, dal titolo Fiabe... così, venne eseguito a Roma dalla C.S.D Cooperativa Sonora Doppiaggio e diretto da Enrico Lazzareschi. La voce narrante è di Paola Dapino e tra quelle ricorrenti vi sono: Susanna Fassetta, Rita Baldini, Enrico Lazzareschi, Francesco Pannofino, Arnaldo Ninchi, Antonella Baldini, Maria Fiore, Christian Fassetta e Vittorio Guerrieri.
Il doppiaggio del 1982, intitolato Fiabe dal mondo, Racconti dal mondo o Le fiabe più belle del mondo, fu effettuato nuovamente a Roma, stavolta dalla Sonor Ro-Ma su direzione di Germano Longo, e riconfermava alcune voci dell'edizione precedente. La voce narrante è di Emanuela Fallini, mentre nel cast sono presenti: Antonella Baldini, Roberto Del Giudice, Giorgina Pazi, Oliviero Dinelli, Germano Longo, Gastone Pescucci, Giuliano Santi, Angelina Contaldi, Rodolfo Baldini, Oreste Baldini, Valeria Perilli, Rita Baldini, Rori Manfredi, Massimo Dapporto, Mariù Safier, Mauro Bosco, Gabriele Carrara, Valerio Ruggeri, Diego Michelotti, Giorgio Bandiera e Fabrizio Mazzotta.
Il doppiaggio del 1983, distribuito come Le più belle favole del mondo, venne invece eseguito dallo Studio P.V. di Milano con un cast completamente differente dai precedenti. Tra le voci narranti che si alternano negli episodi vi sono: Dario Viganò, Rossana Bassani, Milena Albieri e Silverio Pisu, a cui si aggiungono nel cast: Tullia Piredda, Lisa Mazzotti, Elda Olivieri, Antonello Governale, Maurizio Scattorin, Giovanni Battezzato, Serena Cantalupi, Raffaele Farina, Daniela Fava, Marinella Armagni, Dania Cericola, Mauro Ramerio, Enrico Maggi, Laura Merli, Antonio Paiola, Guido Rutta ed Elisabetta Cesone.
Una selezione di episodi venne ridoppiata nel 1991 per la collana di VHS Il castello delle fiabe della Armando Curcio Editore. Il doppiaggio è stato eseguito dallo Studio Zero su direzione di Ariel Genovese e dialoghi di Giancarlo Rolandi.
A partire dal 1994 alcuni episodi furono distribuiti in VHS dalla Avo Film per la serie Fiabe da sogno con un nuovo doppiaggio, effettuato sull'edizione in lingua inglese della serie sostituendo le musiche originali. Questo doppiaggio è stato eseguito dalla E.C.T. di Milano con diverse voci già presenti nella terza edizione.
La stessa Avo Film distribuì tra il 2005 e il 2006 in DVD, all'interno della serie Kid's Cartoons, un'altra selezione di episodi con un ulteriore doppiaggio, eseguito dalla Ellemme Edizioni di Roma.

### Edizioni home video

#### Giappone
In Giappone la serie è stata distribuita in home video da TDK a partire dal 1987, prima in VHS e successivamente in DVD. Una nuova edizione rimasterizzata in alta definizione, è stata distribuita in DVD da Broadway in 12 cofanetti dal 5 agosto 2015 al 5 aprile 2017.

### Italia
Dalla fine degli anni ottanta, gli episodi dei primi due blocchi (Fiabe... così e Fiabe dal mondo) sono stati distribuiti in Italia con i doppiaggi originali, prima in VHS e poi in DVD, da varie aziende quali Center Video, Eden Video, Sirio Video e Ged/Edicart/Vega, in numerose collane editoriali e con titoli diversi (Racconti classici per ragazzi, Le fiabe più belle, Magiche fiabe, Fiabilandia), talvolta senza riportare in copertina il titolo della serie.
Gran parte degli episodi del terzo blocco (Le più belle favole del mondo) vennero distribuiti dal 1987 in VHS con il doppiaggio originale dalla Sampaolo Mastervideo. In seguito, alcuni episodi di questo blocco furono distribuiti in allegato con il Corriere della Sera nella collana Le grandi fiabe.
Un numero limitato di episodi furono distribuiti ridoppiati in VHS nel 1991 dalla Armando Curcio Editore e nel 1994 dalla Avo Film. Dal 2005 Avo Film ha iniziato a distribuire alcuni episodi ridoppiati in DVD, mentre altri episodi distribuiti nella serie Grandi fiabe classiche hanno mantenuto il doppiaggio originale. In quest'ultima edizione alcuni degli episodi divisi in più parti sono stati presentati come un unico film.